# Bruna Cusí
Bruna Cusí Echaniz (Barcelona, 1987) é uma atriz espanhola. Em 2018, ganhou o Prêmio Goya de melhor atriz revelação pelo seu papel no filme Estiu 1993.